# Hjälsta socken
Hjälsta socken i Uppland ingick i Lagunda härad, ingår sedan 1971 i Enköpings kommun och motsvarar från 2016 Hjälsta distrikt.
Socknens areal är 20,83 kvadratkilometer, varav 20,17 land. År 2000 fanns här 320 invånare. Kyrkbyn Hjälstaby (Hjälsta) med sockenkyrkan Hjälsta kyrka ligger i socknen.  

## Administrativ historik
Hjälsta socken omtalas första gången 1298 ('hialestum'). I Vårfrubergas klosters jordebok vars äldsta delar går tillbaka till 1100-talet nämns i stället parrochia Alatuna och parrochia Hiulboa Wÿc, vilka verkar omfatta nuvarande Hjälsta sockens område. Sammanslagningen skedde troligen kort före 1300, i ett dokument från 1303 kallas Hjälsta socken hiælmbowik. 
Vid kommunreformen 1862 övergick socknens ansvar för de kyrkliga frågorna till Hjälsta församling och för de borgerliga frågorna bildades Hjälsta landskommun. Landskommunen uppgick 1952 i Lagunda landskommun som 1971 uppgick i Enköpings kommun. Församlingen uppgick 2010 i Lagunda församling.
1 januari 2016 inrättades distriktet Hjälsta, med samma omfattning som församlingen hade 1999/2000.  
Socknen har tillhört län, fögderier, tingslag och domsagor enligt vad som beskrivs i artikeln Lagunda härad. De indelta soldaterna tillhörde Upplands regemente, Sigtuna kompani och Livregementets dragonkår, Sigtuna skvadron.

## Geografi
Hjälsta socken ligger nordost om Enköping med Hjälstaviken i söder och Arnöfjärden i öster. Socknen är en bördig slättbygd med mindre kullar.
Hjälsta socken ligger mellan Övergrans socken, Husby-Sjutolfts socken och Litslena socken i söder, Giresta socken i nordväst, Fittja socken och Kulla socken i nordost.
Socknen avgränsas i sydväst av Hjälstavikens naturreservat.

## Fornlämningar
Från järnåldern finns flera gravfält. Sju runstenar har återfunnits.

## Namnet
Namnet skrevs 1298 Hiælestum. Efterleden är sta(d), 'ställe'. Förleden är svårtolkad och kan innehålla ett äldre namn på Hjälstaviken eller ett personnamn Hiäli, 'den pratsjuke'. Ett äldre namn på socken var Julbovik (1291 Julbowich) som var kopplat till en äldre kyrka vid dagens Skönstavik och där namnet var en inbyggarbeteckning med oklar tolkning.